# Pleospora androsaces
Pleospora androsaces är en svampart som beskrevs av Fuckel 1875. Pleospora androsaces ingår i släktet Pleospora och familjen Pleosporaceae.  Arten är reproducerande i Sverige. Inga underarter finns listade i Catalogue of Life.